# Luís I do Palatinado-Zweibrücken
Luís I do Palatinado-Zweibrücken, o Negro (em alemão:  Ludwig I. von Pfalz-Zweibrücken, der Schwarze; 1424 – 19 de julho de 1489) foi um nobre alemão da Casa de Wittelsbach, que foi Duque do Palatinado-Zweibrücken e Conde de Veldenz de 1444 a 1489.

## Biografia
Luís era o filho mais novo de Estêvão do Palatinado-Simmern-Zweibrücken e da sua mulher Ana, herdeira do Condado de Veldenz, com quem ele casara em 1409. Apesar de Ana ter falecido em 1439, o seu viúvo só obteve Veldenz da família da mulher em 1444. Nesse ano, Estêvão decidiu como os seus territórios iriam a ser repartidos após a sua morte: Simmern ficaria para o seu filho mais velho, Frederico e Zweibrucken para o filho mais novo, Luís, combinado com o Condado de Veldenz e grande parte do Condado de Sponheim.

## Casamento e descendência
A 20 de março de 1454, no Luxemburgo, Luís casou-se com Joana de Croÿ, filha do conde António I de Croÿ e de Margarida de Lorena-Vaudémont. Deste casamento, nasceram doze filhos:
1. Margarida (Margarete) (1456–1527), casou em 1470 com Filipe de Nassau-Idstein;
2. Gaspar (Kaspar) (1458–1527);
3. Joana (Johanna) (1459–1520), freira em Marienberga, próximo de Boppard;
4. Ana (Anna) (1461–1520), freira em Marienberga, próximo de Boppard;
5. Alexandre (Alexander) (1462–1514);
6. David (David) (1463–1478);
7. Alberto (Albrecht) (1464–1513), cónego em Estrasburgo e Colónia;
8. Catarina (Katharina) (1465–1542), abadessa de Sta. Inês, em Tréveris;
9. Filipe (Philipp) (1467–1489), cónego em Estrasburgo;
10. João (Johann) (1468–1513), cónego em Estrasburgo e Colónia;
11. Isabel (Elisabeth) (1469–1500), casou em 1492 com João Luís de Nassau-Saarbrücken;
12. Sansão (Samson) (1474–1480)